# Eucolpocephalum femorale
Eucolpocephalum femorale är en insektsart som först beskrevs av Piaget 1880.  Eucolpocephalum femorale ingår i släktet Eucolpocephalum och familjen spolätare. Inga underarter finns listade i Catalogue of Life.